# Messier 9
A Messier 9 (más néven M9 vagy NGC 6333) gömbhalmaz a Kígyótartó csillagképben.

## Felfedezése
Az M9 gömbhalmazt Charles Messier francia csillagász fedezte fel, majd 1764. május 8-án katalogizálta, mint csillag nélküli ködöt. Körülbelül 20 évvel később William Herschel volt az első, akinek sikerült különálló csillagokat megfigyelnie a halmazban.

## Tudományos adatok
Az M9 igen gyorsan, 224 km/s sebességgel távolodik tőlünk.

## Megfigyelési lehetőség
Szabad szemmel nem látható. Távcső segítségével a legkönnyebben a Sabik (η Ophiuchi) nevű csillagtól kb. 3 fokra délkeletre található meg.